# ヴャチェスラフ・ヤロスラヴィチ
ヴャチェスラフ・ヤロスラヴィチ（ロシア語: Вячеслав Ярославич、1036年? - 1057年?）は、キエフ大公ヤロスラフとインゲゲルド(en)（スウェーデン王オーロフの娘）との間の子である、スモレンスク公（在位：1054年 - 1057年?）。

## 生涯
生誕地はおそらく、生涯の大半を過ごしたキエフである。また、幼少期にシュターデ伯レオポルドの娘・オダ(ru)との結婚が決められた。1054年の父の死後、スモレンスク公国を得た。しかし、おそらくその三年後に死亡し、まだ幼いボリス(ru)が後に遺された。スモレンスク公位は兄弟のイーゴリが継いだ。